# Bring It On: Worldwide Cheersmack
Bring It On: Worldwide #Cheersmack (bra: As Apimentadas: #DesafioMundial) é o sexto filme da série Bring It On, dirigido por Robert Adetuyi. Lançado diretamente em DVD e Blu-ray em 29 de agosto de 2017, o filme segue uma nova história na franquia, focando em uma líder de torcida, Destiny, que precisa defender sua equipe, "The Rebels," após ser desafiada em uma competição online de dança por uma equipe rival chamada "The Truth."
Diferente dos filmes anteriores, Worldwide #Cheersmack explora a influência das redes sociais nas rivalidades entre equipes de líderes de torcida e inclui competições realizadas por meio de desafios virtuais. A série Bring It On, iniciada em 2000, é conhecida por misturar comédia e competições de líderes de torcida, com temas de rivalidade e espírito esportivo.

## Sinopse
Destiny, a capitã da equipe de líderes de torcida três vezes vencedora, é desafiada pela equipe "The Truth" em uma batalha global. Em uma tentativa de derrotar a torcida rival, Destiny decide trazer Blake e seus dançarinos de rua "The Rebels" para o time. Apesar das melhores intenções, os dois grupos não combinam bem inicialmente.

## Elenco
- Cristine Prosperi como Destiny
- Sophie Vavasseur como Hannah
- Jordan Rodrigues como Blake
- Gia Re como Willow
- Natalie Walsh como Roxanne
- Vivica A. Fox como Cheer Goddess
- Sven Ruygrok como Jeff
- Meghan Oberholzer como Perky Cheerleader
- Cristine Prosperi como Destiny

## Trilha sonora
A trilha sonora oficial, nominada "Bring It On: Worldwide (Original Motion Picture Soundtrack)", foi lançada em 25 de agosto de 2017, pela gravadora Back Lot Music.
1. Invincible (feat. Maxwell D)  - MJ Ultra
2. Call on Me (Single Version) - MJ Ultra
3. Come on Now - Miss Amani
4. Check It - Saum G
5. Change Your Life (feat. T.I.) - Iggy Azalea
6. The Truth About Me - Chandelle
7. Go Big or Go Home - American Authors
8. Friendship Theme - Frank Fitzpatrick
9. Call on Me (Film Version) - MJ Ultra
10. Not Our Song - Frank Fitzpatrick & Saum G
11. Truth Interview - Frank Fitzpatrick
12. Back to School - Frank Fitzpatrick
13. Graffiti Love - Frank Fitzpatrick
14. Evil Truth - Frank Fitzpatrick
15. Number Seven - Hidden Faces
16. Destiny's Dilemma - Frank Fitzpatrick
17. Blake's Murals - Frank Fitzpatrick
18. Check It: The Prologue - Frank Fitzpatrick & Saum G
19. Truth Revealed - Frank Fitzpatrick
20. Destiny in Disguise - Frank Fitzpatrick
21. Different Without Willow - Frank Fitzpatrick
22. The Announcement - Frank Fitzpatrick
23. Invincible Part I: The Comeback - MJ Ultra